# Grancey-le-Château-Neuvelle
Grancey-le-Château-Neuvelle ist eine französische Gemeinde mit 262 Einwohnern (Stand 1. Januar 2022) im Département Côte-d’Or in der Region Bourgogne-Franche-Comté. Sie gehört zum Arrondissement Dijon und zum Kanton Is-sur-Tille. Einwohner der Gemeinde werden Grancéennes genannt.

## Geographie
Die Gemeinde liegt 30 Kilometer nördlich der Stadt Dijon auf dem Plateau von Langres an der Grenze zum Département Haute-Marne.
Grancey-le-Château-Neuvelle wird umgeben von Poinsenot im Norden, von Chalancey im Osten, von Courlon im Süden und von Beneuvre ung Minot im Westen.

## Bevölkerungsentwicklung
| Jahr                       | 1841 | 1851 | 1861 | 1866 | 1874 | 1881 | 1886 | 1896 | 1926 | 1962 | 1968 | 1975 | 1982 | 1990 | 1999 | 2008 | 2016 |
| Einwohner                  | 670  | 717  | 668  | 601  | 551  | 617  | 464  | 381  | 302  | 288  | 310  | 317  | 269  | 278  | 292  | 265  | 251  |
| Quellen: Cassini und INSEE |      |      |      |      |      |      |      |      |      |      |      |      |      |      |      |      |      |

## Sehenswürdigkeiten

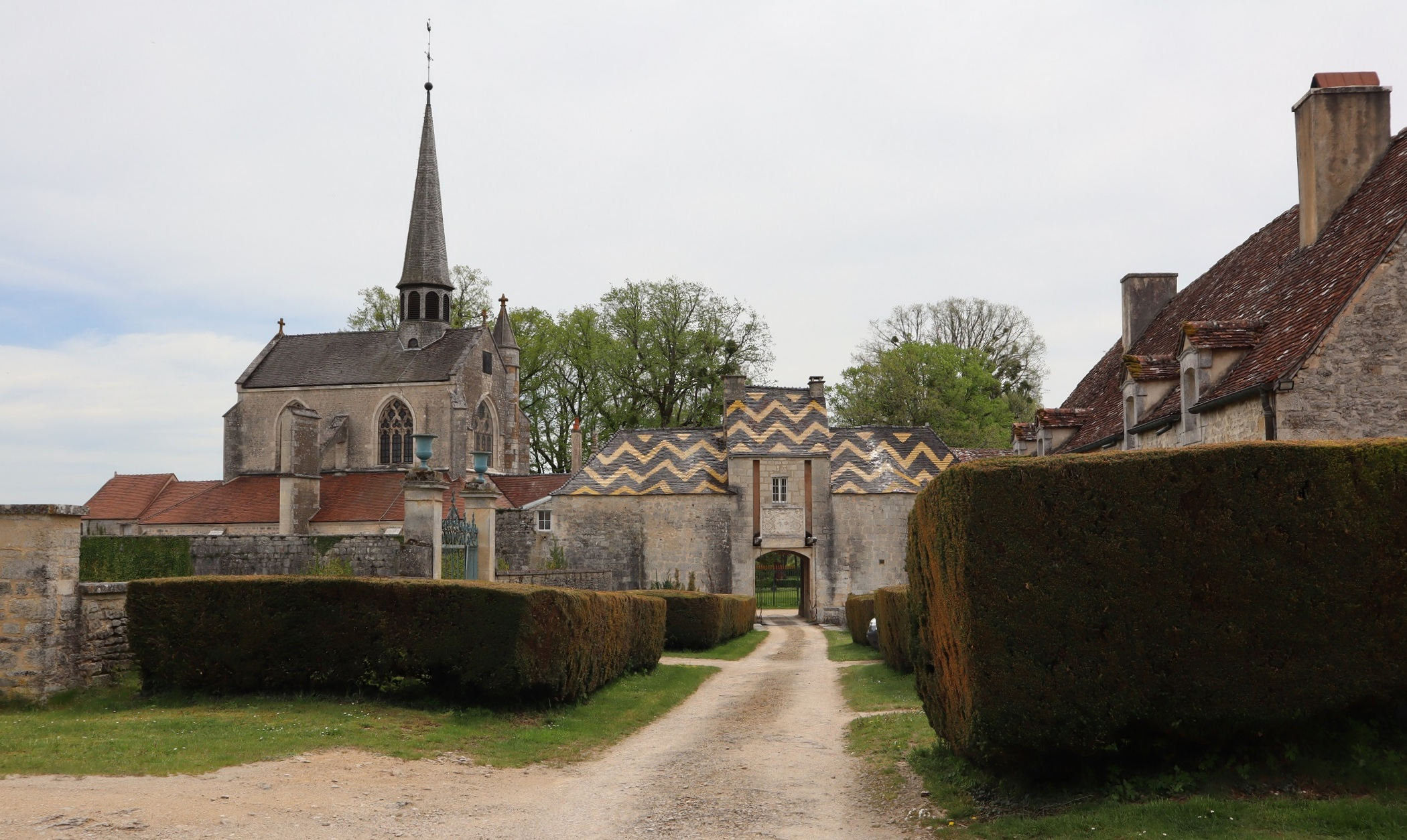
Eingang zum Schloss Grancey mit der Stiftskirche St-Jean-l’Evangélist

- Stiftskirche St-Jean-l’Evangélist innerhalb des Schlosses
- Kirche Saint-Germain, südöstlich von Grancey-le-Château
- Kirche Nativité-de-la-Vierge in Neuvelle-lès-Grancey
- Schloss Grancey, errichtet zwischen 1705 und 1725 von Jacques Léonor Rouxel, comte de Grancey

## Gemeindepartnerschaften
- Niederkirchen, Deutschland

## Persönlichkeiten
- Adèle Garnier (1838–1924), französische Mystikerin und Ordensgründerin, geboren in Grancey-le-Château